# Rethem (Aller)
Rethem er en bykommune der er administrationsby i Samtgemeinde Rethem/Aller i Landkreis Heidekreis, i den centrale del af den tyske delstat Niedersachsen.
Kommunen har et areal på 33,76 km², og et indbyggertal på knap 2.400 mennesker (2013).

## Geografi
Rethem liegt ved vestbredden af floden Aller i turistregionen Aller-Leine-dalen. Ved byen ligger flere gamle flodarme af Aller, som nu benyttes som badesøer.

### Inddeling
Ud over byen Rethem ligger i kommunen landsbyerne:
- Rethem-Moor
- Stöcken
- Wohlendorf

- Marienkirche fra  1839
- Vindmølle
- Burg Rethem